# 武嗣宗
武嗣宗（?—?），唐朝并州文水县（今山西省文水县）人，武则天伯父武士逸的孙子，武至元的儿子，武懿宗的弟弟。
武则天即位后，武嗣宗封为临川郡王。武嗣宗担任蒲州刺史、宗正寺卿。唐中宗复位后，降封梁王武三思为德静郡王，定王、驸马都尉武攸暨为乐寿郡王，河内郡王武懿宗为耿国公，建昌郡王武攸宁为江国公，会稽郡王武攸望为邺国公，临川郡王武嗣宗为管国公，建安郡王武攸宜为息国公，高平郡王武重规为郐国公，继魏王武延义为魏国公，安平郡王武攸绪为巢国公，高阳郡王、驸马都尉武崇训为酆国公，淮阳郡王武延秀为桓国公，咸安郡王武延祚为咸安郡公。后来担任豳州刺史、司衛卿。其子武璍、武瓖，其女谯国公夫人武氏。